# Primera B 2000
In 2000 werd het 49ste seizoen gespeeld van de Primera B, de tweede hoogste voetbalklasse van Chili. De competitie werd gespeeld van 25 maart to en met 3 december. Unión San Felipe werd kampioen.

## Eindstand
| Plaats | Club                      | Wed. | W  | G  | V  | Saldo | Ptn. |
| ------ | ------------------------- | ---- | -- | -- | -- | ----- | ---- |
| 1.     | Unión San Felipe          | 30   | 14 | 10 | 6  | 42:32 | 52   |
| 2.     | Rangers                   | 30   | 16 | 7  | 7  | 54:31 | 55   |
| 3.     | Deportes Talcahuano       | 30   | 13 | 9  | 8  | 43:41 | 48   |
| 4.     | Fernández Vial            | 30   | 14 | 7  | 9  | 41:32 | 49   |
| 5.     | Deportes Antofagasta      | 30   | 14 | 7  | 9  | 41:32 | 49   |
| 6.     | Deportes Melipilla        | 30   | 11 | 9  | 10 | 42:43 | 42   |
| 7.     | Deportes Ovalle           | 30   | 12 | 9  | 9  | 49:33 | 45   |
| 8.     | Cobresal                  | 30   | 12 | 6  | 12 | 44:51 | 42   |
| 9.     | Deportes Arica            | 30   | 9  | 10 | 11 | 41:45 | 37   |
| 10.    | Universidad de Concepción | 30   | 11 | 5  | 14 | 34:42 | 38   |
| 11.    | Deportes Iquique          | 30   | 12 | 4  | 14 | 44:53 | 40   |
| 12.    | Deportes Linares          | 30   | 7  | 10 | 13 | 48:45 | 31   |
| 13.    | Deportes Temuco           | 30   | 9  | 12 | 9  | 38:36 | 39   |
| 14.    | Magallanes                | 30   | 7  | 10 | 13 | 36:50 | 31   |
| 15.    | Deportes La Serena        | 30   | 7  | 10 | 13 | 37:44 | 31   |
| 16.    | Ñublense                  | 30   | 3  | 10 | 17 | 32:60 | 19   |

|  | Kampioen, promotie naar Primera División 2001     |
|  | Vicekampioen, promotie naar Primera División 2001 |
|  | Degradatie naar Tercera División                  |